# اجرای قانون

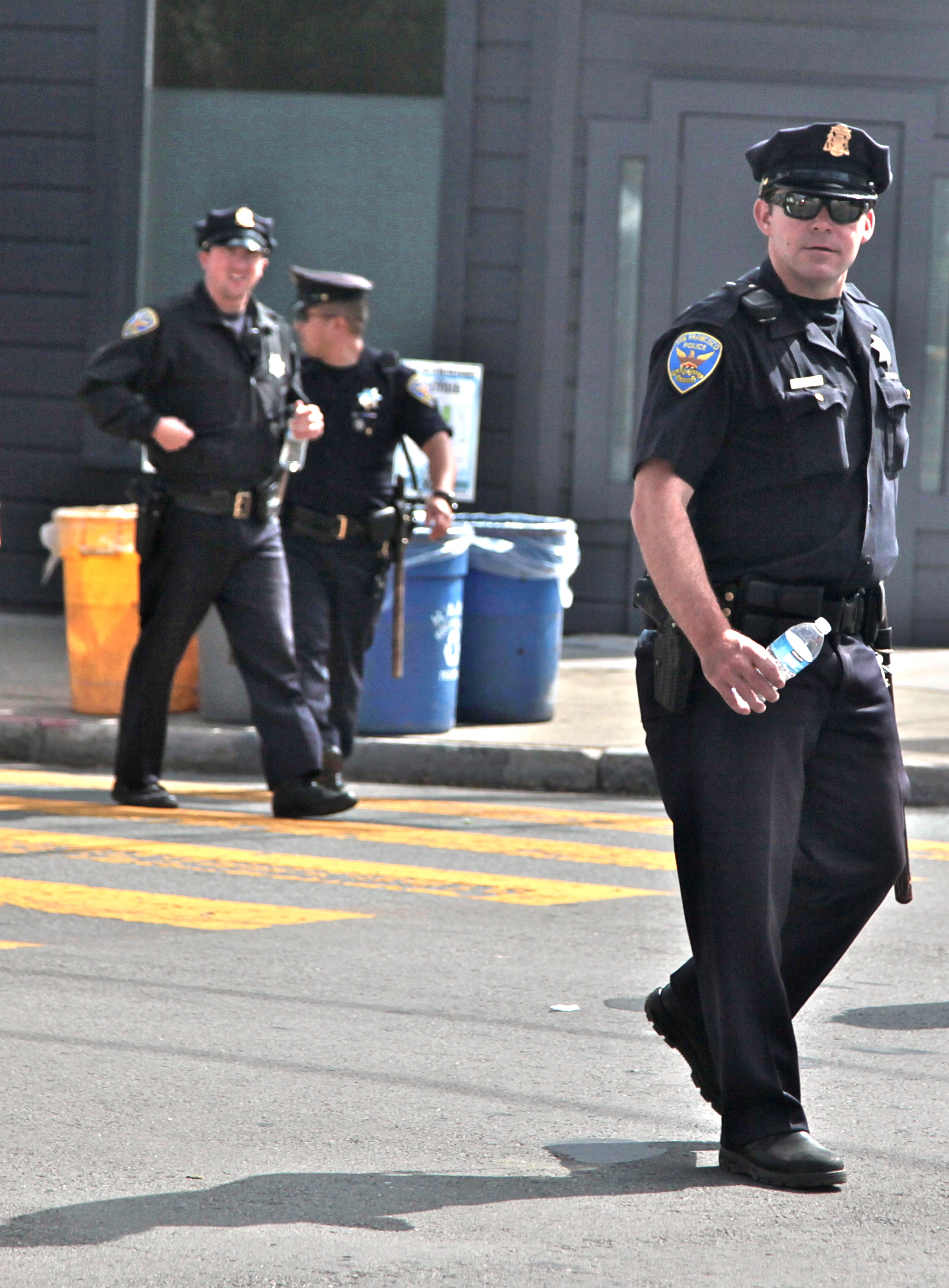
اعضای اداره پلیس سانفرانسیسکو در یک تجمع اعتراضی واقع در میشن دیستریکت، سانفرانسیسکو، کالیفرنیا.

اجرای قانون، به صورت کلی به مجموعه‌ای گفته می‌شود که در آن، برخی از اعضای جامعه به شکل سازمان‌دهی شده، اقداماتی را در راستای اجرای قانون، با کشف، بازداشت، توانبخشی یا تنبیه افرادی که قوانین و هنجارهای حاکم بر آن جامعه را نقض می‌کنند، انجام می‌دهند. با وجود این که این اصطلاح می‌تواند شامل مواردی همچون دادگاهها و زندان‌ها نیز شود؛ اما در بیشتر موارد در مورد افرادی به کار می‌رود که مستقیماً به عنوان گشت‌زن یا نگهبان و مراقب به کار گماشته شده‌اند. هدف آن‌ها ممانعت از انجام فعالیت‌های بزهکارانه و کشف جرم و بازداشت مجرمان است. چنین وظایفی به‌طور معمول بر عهدهٔ پلیس و سایر نهادهای مجری قانون است.